# 乔·居翁
约瑟夫·拿破仑·“大首领”·居翁（Joseph Napoleon "Big Chief" Guyon，1892年11月26日 - 1971年11月27日），是一名来自欧及布威族地区的美国原住民橄榄球与棒球运动员、教练。他在1912至1913年间是卡莱尔印第安人工业学校橄榄球队的一员，并在1917-1918年加入佐治亚理工学院，随后在1919年至1927年间为多家职业美式橄榄球俱乐部效力。他在1966年入选美式职业足球名人堂，并在1971年入选大学美式足球名人堂。

## 生平

### 在校期间
居翁在1912至1913年间为卡莱尔印第安人工业学校效力，当时球队的主教练为橄榄球名宿波普·瓦尔纳。随后在1914年至1915年间，居翁来到普雷里德欣的一所高中就读，以获得大学入学资格。
1917年至1918年，乔·居翁在约翰·海斯曼治下的佐治亚理工学院效力，主要角色是半卫，此外偶尔还会出任截锋。在为大学比赛期间，佐治亚理工学院取得了15胜1负的成绩，居翁本人也入选了弗兰克·门克评选的首届全美最佳阵容，并全票入选1869-1919年间美联社东南区域最佳阵容。

### 职业队时期
1919年，居翁同坎顿牛头犬签约，开启了他的职业橄榄球生涯。1920年NFL成立后，他又先后在华盛顿参议员、费城贵格会联合、克利夫兰印第安人、乌朗印第安人、罗德岛独立、堪萨斯城牛仔效力了多个赛季。其中1919年至1924年，他一直与另一名杰出的名人堂半卫吉姆·索普搭档出赛。1927年，居翁加入了纽约巨人，并帮助球队在当年赢得NFL冠军。

### 教练生涯
1919年，居翁曾短暂执教田纳西州杰克逊联合大学橄榄球队。1920年，居翁回到母校佐治亚理工学院，担任该校橄榄球队后场教练。1923年，居翁重返联合大学，并担任该校的体育运动总教练直至1927年。1931年至1933年，居翁还担任了肯塔基州路易斯维尔圣哈维尔高中橄榄球队主教练，战绩为16胜2平7负。2008年，居翁入选联合大学体育名人堂。

### 棒球生涯
除了橄榄球以外，居翁还曾是美國職業棒球小聯盟的明星球员。居翁曾效力于小联盟球队路易斯维尔上校，连续三年打出超过0.340的打击率。居翁在1928年至1931年间执教克莱姆森大学棒球队，并在1931年至1936年间断续担任过其他几支小联盟球队的主教练。